# AD Scout
El AD Scout (también conocido como Sparrow ‘Gorrión’), fue diseñado por Harris Both del Departamento Aéreo del Almirantazgo Británico (British Almiralty’s Air Deparment) como un avión de caza utilizado para defender a Gran Bretaña de los bombarderos Zeppelin durante la Primera Guerra Mundial.

## Desarrollo
El Scout era definitivamente una aeronave nada convencional – un biplano con un morro del fuselaje montado sobre el ala superior. Un timón gemelo de cola estaba sujeto por cuatro cuerdas de polea, y estaba provisto de un tren de aterrizaje de un ancho extremadamente delgado. El armamento principal pensado para la aeronave sería un cañón Davis de dos libras sin retroceso, pero esta idea nunca fue ejecutada. 
En 1915  fueron ordenados cuatro prototipos, dos de ellos fueron construidos por Hewlett & Blondeau, y los otros por Blackburn Aeroplane & Motor Company. Los vuelos de prueba ejecutados por pilotos del Real Servicio Aéreo Naval (RNAS), probaron que la aeronave estaba seriamente limitada con sobrepeso, siendo frágil, lenta, y difícil de maniobrar, aún sobre el terreno. El proyecto fue abandonado y la totalidad de los prototipos convertidos en chatarra.

## Especificaciones (AD Scout)

### Características generales
- Tripulación: 1
- Longitud: 6,9 m (22,7 ft)
- Envergadura: 10,2 m (33,4 ft)
- Altura: 3,1 m (10,2 ft)
- Planta motriz: 1× motor rotatorio Gnome Monosoupape.
  - Potencia: 75 kW (100 HP; 101 CV)

### Rendimiento
- Velocidad máxima operativa (Vno): 135 km/h (84 MPH; 73 kt)
- Alcance: 336 km (181 nmi; 209 mi)

### Armamento
- Ametralladoras: 1× Ametralladora Lewis.

- Cañones: 1× Cañón Davis 2 lb sin retroceso (solo proyectado).

## Operadores
Reino Unido: RNAS (Royal Navy Air Service)
- Datos: Q2601473